# The Strand Magazine

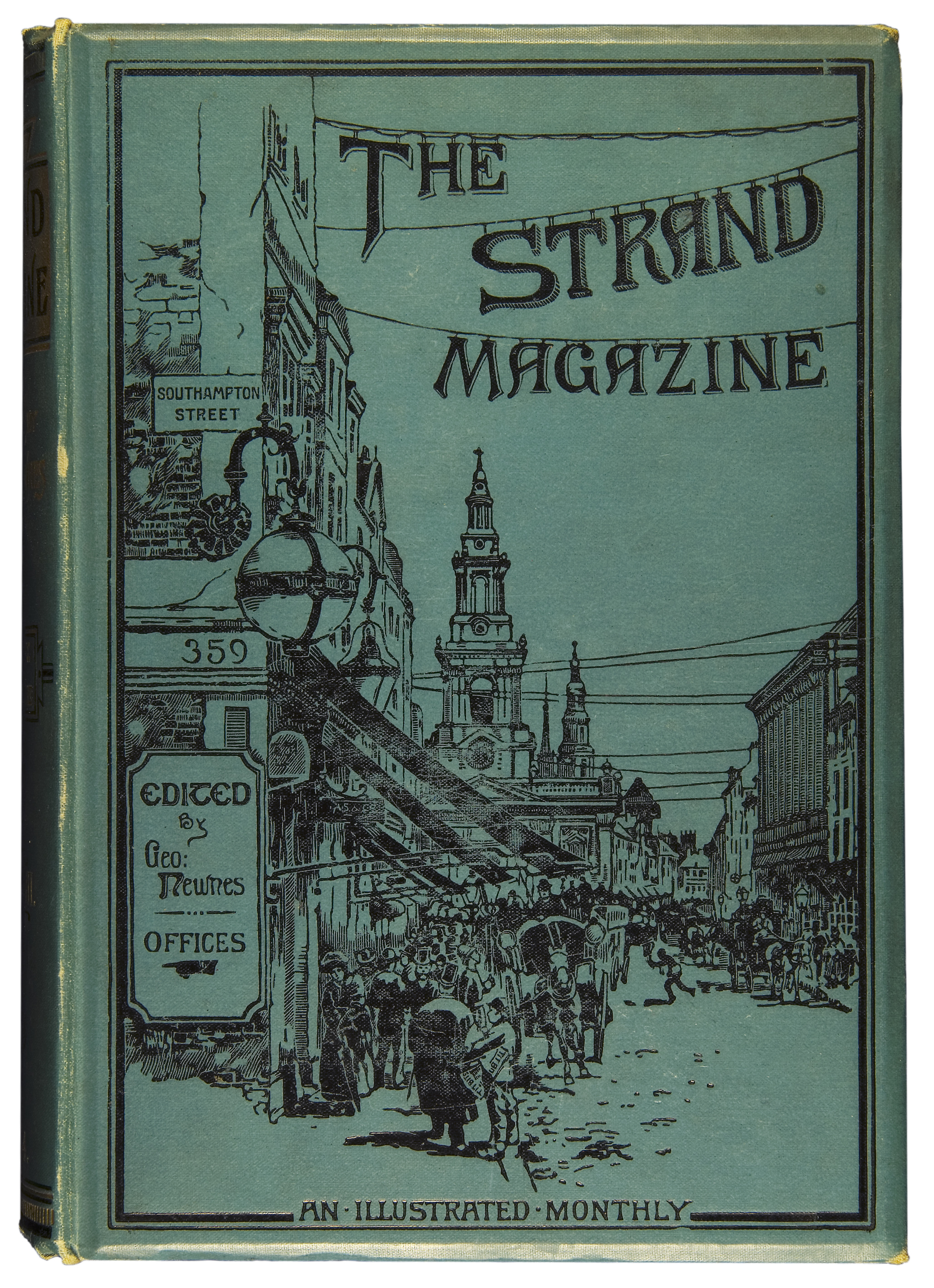
Inbunden volym av The Strand Magazine januari-juni 1894.

The Strand Magazine var ett engelskt månadsmagasin som främst innehöll skönlitterära bidrag. Tidningen grundades av George Newnes och utkom från januari 1891 till mars 1950, sammanlagt med 711 nummer. Redan från början hade magasinet en upplaga på 300 000 exemplar, en upplaga som snart kom att stiga till 500 000 och höll sig på den nivån fram till 1930-talet. Redaktör för magasinet var från 1891 till 1930 Herbert Greenhough Smith. 
The Strand Magazine är idag mest känt för att vara tidskriften som publicerade Arthur Conan Doyles historier om Sherlock Holmes, med illustrationer av Sidney Paget (senare av andra illustratörer). Bland övriga författare som förekom i The Strand Magazine fanns P.G. Wodehouse, Ernest William Hornung, Grant Allen, Margery Allingham, H.G. Wells, E.C. Bentley, Agatha Christie, Rudyard Kipling, Dorothy L. Sayers, Georges Simenon, Edgar Wallace och t.o.m. Winston Churchill.